# Ритуализм

Изображение кадила на витраже церкви Св. Игнатия, расположенной в Честнат Хилл, штат Массачусетс

Ритуализм в истории христианства — термин, который относится к подчёркиванию значимости ритуалов и литургических церемоний церкви, особенно Евхаристии.
В XIX веке, в Церкви Англии роль ритуала стала объектом серьёзных, подчас ожесточённых, дебатов. Дискуссии также ассоциировались с борьбой за влияние между Высокой Церковью и Низкой Церковью, движениями в англиканстве, которые связывали с классовыми противоречиями. Противники ритуализма были убеждены, что он делает упор на ритуальный акт, а не на то значение, которое он призван выражать. Сторонники ритуализма были уверены, что стремление к тому, чтобы вновь подчеркнуть значимость ритуала и литургии необходимо для противостояния нарастающей секуляризации церкви и мирян.

## Определение ритуализма в Церкви Англии и споры им порождённые
В Англиканстве термин "ритуализм" является спорным (то есть, его отвергают те,по отношению к кому он применяется). Он часто используется для описания второго поколения Оксфордского движения, известное так же как англо-католическое или высокоцерковное возрождение, в XIX веке, которое пыталось ввести в Церкви Англии ряд католических литургических практик. Термин также относится к тем, кто следует этой традиции.
Споры касательно ритуализма в Церкви Англии часто определялись отрицательным отношением к принципу Sola Scriptura и природе авторитета Библии для христиан.

### Общие доводы, используемые некоторыми англиканами в пользу ритуализма
Те, кто придерживаются ритуалистического мировоззрения в Церкви Англии, часто доказывают, что принятие основным элементов римо-католического ритуала:
- дает литургическое выражение экклезиологическому мнению, что Церковь Англии более католическая чем протестантская;
- дает литургическое выражение вере в действительное присутствие Тела и Крови Христовых в Евхаристии и сопутствующему ей мнению, что Святое Причастие - самое важное литургическое действие церковного богослужения и должно стать нормой;
- является наиболее эффективным средством для выражения небесного поклонения как оно описано в книге Откровения Иоанна Богослова, в которой говорится об использовании белых облачений и благовоний в атмосфере невероятной красоты;
- является литургическим выражением известной истории из Евангелия от Матфея о поклонении волхвов, которые принесли родившемуся Христу в дар золото, ладан и смирну, в качестве акта поклонения;
- позволить верующим использовать все свои чувства в богослужении, а не только разум;
- является "воплощением" - через подчёркивание литургического действа и физических объектов оно привлекает внимание к важности, которую христиане должны придавать факту, что в Христе "Логос стал плотью" (От Иоанна, 1);
- является самой эффективной формой богослужения в культурах, для которых либо важен высокий уровень визуализации, либо в которых низки показатели грамотности;

### Общие доводы, используемые некоторыми англиканами против ритуализма

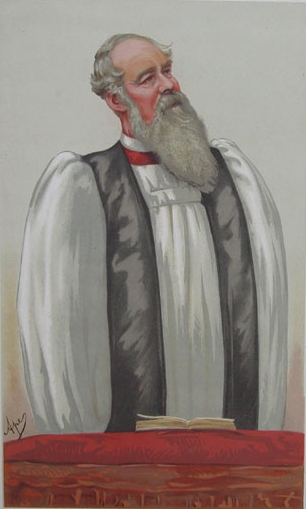
Джон Чарльз Райл, епископ Ливерпуля - ведущий критик ритуализма [https://web.archive.org/web/20100827095117/http://www.churchsociety.org/publications/tracts/CAT004_RyleRitualism.pdf

Те, кто выступают против ритуализма в Церкви Англии, в общем доказывают, что он:
- поощряет идолопоклонство, так как он призывает верующих концентрироваться на ритуальных объектах и предметах, а не на том, что они должны символизировать;
- делает попытку вырвать Церковь Англии из её протестантской идентичности;
- способствует регрессу в вопросе важности проповеди и чтения Библии в регулярном церковном богослужении;
- способствует идолопоклонническому отношению к Евхаристии, так как ритуализм утверждает веру в действительно присутствие Тела и Крови Христовых в Святом Причастии;
- использует чрезмерно сложные формы богослужения, которые не могут быть оправданны на основании описаний богослужения в Евангелиях, Деяниях или посланиях в Новом Завете;
- подрывает одно из основных протестантских воззрений, состоящее в том, что никакое человеческое действие (даже хорошо выверенное во всем богослужение) не имеет никакой ценности, когда его необходимо оправдывать в глазах Божьих: богослужение должно быть несуетливым, полным покорности, расскаяния и благодарности, оно должно представлять собой спонтанный радостный отклик на опыт спасения через веру в Христа - ритуал и традиция являются просто человеческими изобретениями;
- зачастую мешает пониманию Евангелия, так как окружает христианское богослужение большим количеством непонятных символических действий.

## Споры вокруг ритуализма в Церкви Англии в XIX веке

### Истоки ритуализма в Церкви Англии

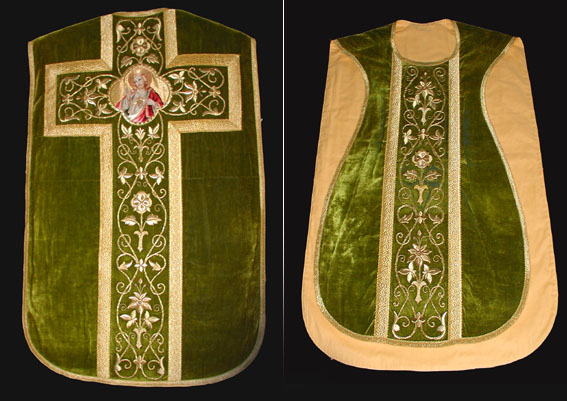
Романская казула, использование которой могло привести священника к юридическому преследованию

Развитие ритуализма в Церкви Англии в основном ассоциировалось с тем, что называли "вторым поколением" Англо-католицизма, то есть в период развития Оксфордского движения после 1845 года, когда Джон Генри Ньюмен покинул Церковь Англии, приняв католицизм. Некоторые исследователи полагают, что обращение лидерами Оксфордского движения внимания к вопросам литургии и ритуала было неизбежным, как и то, что они стали сторонниками использования католических практик и фор богослужения. Тем не менее, среди ритуалистов лишь небольшое количество энтузиастов были сторонниками использования латыни как литургического языка.

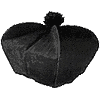
Традиционная биретта

Лидеры первого поколения Англо-католического возрождения или Оксфордского движения (то есть Ньюмен, Эдварда Боувэри Пьюси, Джон Кебл) были, в основном, заняты вопросами богословского и экклезиологического характера, в том время как вопросы ритуала были им мало интересны. Они были сторонниками идеи, что в основе своей идентичности Церковь Англии является кафолической, а не протестантской. Они утверждали, что англикане обязаны использовать Книгу Общей Молитвы. Автор "Трактата 3" из "The Tracts for the Times" активно выступал против любой ревизии Книги Общей Молитвы, рассматривая её использование как абсолютную обязанность. Даже "Трактат 90", который анализирует 39 статей англиканского вероисповедания, занимался в основном богословскими вопросами. В нём не придавалось никакого внимания вопросу изменения современной тому времени литургической практики Церкви Англии.
Экклезиологические вопросы способствовали подъёму интереса к литургическому выражению убеждения, согласно которому Церковь Англии сохранила свой фундаментально кафолический характер после Реформации.
Одним из свидетельств смены внимания англо-католиков с теологических вопросов на ритуальные, можно считать позицию Пьюси по отношению к ритуализму. Пьюси, единственный из выдающихся лидеров первого поколения Оксфордского движения, который сохранил своё влияние и во втором поколении, не симпатизировал увлечённости ритуалом. Однако, когда священники стали подвергаться юридическому преследованию в соответствии с Актом о регулировании общественного богослужения (The Public Worship Regulation Act) от 1874, Пьюси тут же продемонстрировал свою поддержку преследуемым.

### Ранние споры о ритуализме в Англии в XIX веке

#### "Bells and Smells": противоречивые практики ритуализма
С 1850-х по 1890-е, ряд ритуальных практик, введённых ритуалистами, привели к периодическим и интенсивным местным спорам, многие из которых заканчивались юридическим преследованием. Те из них, которые рассматривались последователями Оксфордского движения как основные, стали известны как "шесть пунктов":
- использование литургических одеяний, таких как Казула (облачение)казула, Стола (облачение)стола, Альба (облачение)альба и Манипул (облачение)манипула;
- использование Кадилокадила и благовоний;
- использование "огней" (особенно в практике поставления шести свечей на Высокий Алтарь (the high altar));
- использование гостий для Евхаристии;
- священник обращается лицом в Востоку во время Евхаристии (что отлично от требования Книги Общей Молитвы 1662 года, согласно которому священник должен находиться у северной стороны алтаря);
- совершение крестного знамения;
- добавление воды в евхаристическое вино.

Другие спорные практики:

Отец Артур Тус (Общество Святого Креста) оказался под юридическим преследованием за практики ритуализма

- использование колокольчиков при вознесении гостии;
- использование католической терминологии, например, описании "Евхаристии" как "Мессы";
- использование литургических процессий;
- украшение церквей статуями святых и иконами;
- почитание Святой Девы Марии и молитвы к святым;
- ритуал поклонения Святым Дарам;
- использование молитвы "Агнец Божий" в Евхаристии.